# Praktstrimhake
Praktstrimhake (Epinecrophylla ornata) är en fågel i familjen myrfåglar inom ordningen tättingar.

## Utseende och läte
Hane praktstrimhake är en grå fågel med en prydlig svart haklapp och vita fläckar på vingarna. Honan är brunare med gräddvita vingfläckar och svartvitt mönster på strupen. Hos vissa bestånd har båda könen en rödaktig fläck på ryggen. Sången består av en snabb och fallande serie med vassa och ljusa toner.

## Utbredning och systematik
Praktstrimhake delas in i fem underarter med följande utbredning:
- E. o. hoffmannsi – sydöstra brasilianska Amazonområdet
- ornata-gruppen
  - E. o. ornata – förberg till Anderna i centrala Colombia (Meta)
  - E. o. saturata – sydcentrala Colombia till östra Ecuador och nordöstra Peru (norr om Marañónfloden)
  - E. o. atrogularis – östcentrala Peru sydvästligaste brasilianska Amazonområdet
  - E. o. meridionalis – sydöstra Peru (Madre de Dios, Puno), angränsande Brasilien och nordvästra Bolivia

Sedan 2016 urskiljer Birdlife International och naturvårdsunionen IUCN hoffmannsi som den egna arten "östlig praktstrimhake". 

## Levnadssätt
Praktstrimhake hittas skogsområden bland täta klängväxter där den födosöker i de undre och mellersta skikten. Finns bambu tillgängligt håller den sig huvudsakligen till dessa bestånd.

## Status
IUCN hotkategoriserar hoffmannsi och övriga underarter var för sig, båda populationer som livskraftiga.